# Teclea carpopunctifera
Espèce
Statut de conservation UICN

 VU B1+2c : Vulnérable
Teclea carpopunctifera est une espèce de plantes de la famille des Rutaceae.

## Publication originale
- Revue international de botanique appliquée et d'agriculture tropicale 30: 78, t. 4B. 1950.